# Warabi
Warabi (蕨市?, Warabi-shi) è una città giapponese della prefettura di Saitama.